# B-3 (Bosnië en Herzegovina)
De B-3 of Brza cesta 3 is een geplande expresweg in Bosnië en Herzegovina, die door de Federatie van Bosnië en Herzegovina zal lopen. De weg zal van de grens met Kroatië via Široki Brijeg naar Mostar lopen. In Kroatië zal de weg als D60 verder lopen naar Split. Bij Mostar zal de weg aansluiten op de A-1 tussen Sarajevo en Ploče. Zo zal de B-3 een alternatief gaan vormen voor de nationale weg M-6.1.